# 玉虫七郎右衛門
玉虫七郎右衛門（たまむし しちろうえもん、生没年不詳）は、江戸時代前期の武士。赤穂藩浅野氏の家臣。赤穂藩では番頭400石の地位にあった。
玉虫氏は、越後国豪族城氏の氏族である。七郎右衛門も恐らくこの一族の者と思われる。赤穂藩改易後の開城か籠城かの論争では開城派の末席家老大野知房を支持して筆頭家老大石良雄や足軽頭原元辰、札座奉行岡島常樹兄弟などの籠城派と対立した。元禄14年4月12日（1701年5月19日）に孤立した大野は赤穂を逐電したが、玉虫はその後も赤穂城開城まで赤穂藩に残った。しかしそれ以降は大石良雄の盟約に加わることもなく、赤穂から去っていった。その後の消息は不明である。
『赤城盟伝』のなかで神崎則休は、玉虫の人格について同じ番頭の岡林直之とともに「臆病也」と語っている。
なお、玉虫の組に属する藩士からは、中村正辰、礒貝正久が吉良邸討ち入りに参加した。